# Maria Augusta di Sassonia
Maria Augusta di Sassonia (nome completo Maria Augusta Nepomucena Antonia Francesca Saveria Aloisia) (Dresda, 21 giugno 1782 – Dresda, 14 marzo 1863) è stata una principessa sassone.

## Biografia
Fu l'unica figlia di Federico Augusto di Sassonia e di sua moglie Amalia di Zweibrücken-Birkenfeld.
Fu la prima principessa reale del regno di Sassonia. Ottenne tale titolo nel 1805 quando suo padre, già Principe elettore di Sassonia, ne divenne il primo re.
Visse durante un periodo di grandi sconvolgimenti in Europa: prima la Rivoluzione francese, poi le invasioni attuate da Napoleone Bonaparte, con cui tra l'altro suo padre si alleò per conservare la propria corona.
Alla morte di suo padre nel 1827, non poté ereditarne il titolo di re, destinato solo ad un erede maschio. La scelta politica di suo padre determinò inoltre il malcontento di Russia e Prussia, che spinsero affinché sul trono della Sassonia salisse Antonio, fratello di Federico Augusto.
Maria Augusta rimase nubile per tutta la vita e morì a ottant'anni nel 1863.

## Ascendenza
|                                               |                                              |                                                        | Genitori                                            |  |  | Nonni |  |  | Bisnonni                  |  |  | Trisnonni                 |  |
|                                               |                                              |                                                        |                                                     |  |  |       |  |  | 8. Augusto III di Polonia |  |  | 16. Augusto II di Polonia |  |
|                                               |                                              |                                                        |                                                     |  |  |       |  |  | 8. Augusto III di Polonia |  |  | 16. Augusto II di Polonia |  |
|                                               |                                              | 17. Cristiana Eberardina di Brandeburgo-Bayreuth       |                                                     |  |  |       |  |  | 8. Augusto III di Polonia |  |  |                           |  |
| 4. Federico Cristiano di Sassonia             |                                              |                                                        |                                                     |  |  |       |  |  | 8. Augusto III di Polonia |  |  |                           |  |
|                                               |                                              | 9. Maria Giuseppa d'Austria                            | 18. Giuseppe I d'Asburgo                            |  |  |       |  |  |                           |  |  |                           |  |
|                                               |                                              | 9. Maria Giuseppa d'Austria                            | 18. Giuseppe I d'Asburgo                            |  |  |       |  |  |                           |  |  |                           |  |
|                                               |                                              | 9. Maria Giuseppa d'Austria                            | 19. Guglielmina Amalia di Brunswick-Lüneburg        |  |  |       |  |  |                           |  |  |                           |  |
| 2. Federico Augusto I di Sassonia             |                                              | 9. Maria Giuseppa d'Austria                            |                                                     |  |  |       |  |  |                           |  |  |                           |  |
|                                               |                                              | 10. Carlo VII di Baviera                               | 20. Massimiliano II Emanuele di Baviera             |  |  |       |  |  |                           |  |  |                           |  |
|                                               |                                              | 10. Carlo VII di Baviera                               | 20. Massimiliano II Emanuele di Baviera             |  |  |       |  |  |                           |  |  |                           |  |
|                                               |                                              | 10. Carlo VII di Baviera                               | 21. Teresa Cunegonda Sobieska di Polonia            |  |  |       |  |  |                           |  |  |                           |  |
| 5. Maria Antonia di Baviera                   |                                              | 10. Carlo VII di Baviera                               |                                                     |  |  |       |  |  |                           |  |  |                           |  |
|                                               |                                              | 11. Maria Amalia d'Asburgo                             | 22. Giuseppe I d'Asburgo (= 18)                     |  |  |       |  |  |                           |  |  |                           |  |
|                                               |                                              | 11. Maria Amalia d'Asburgo                             | 22. Giuseppe I d'Asburgo (= 18)                     |  |  |       |  |  |                           |  |  |                           |  |
|                                               |                                              | 11. Maria Amalia d'Asburgo                             | 23. Guglielmina Amalia di Brunswick-Lüneburg (= 19) |  |  |       |  |  |                           |  |  |                           |  |
| 1. Maria Augusta di Sassonia                  |                                              | 11. Maria Amalia d'Asburgo                             |                                                     |  |  |       |  |  |                           |  |  |                           |  |
|                                               | 12. Cristiano III del Palatinato-Zweibrücken | 24. Cristiano II del Palatinato-Zweibrücken-Birkenfeld |                                                     |  |  |       |  |  |                           |  |  |                           |  |
|                                               | 12. Cristiano III del Palatinato-Zweibrücken | 24. Cristiano II del Palatinato-Zweibrücken-Birkenfeld |                                                     |  |  |       |  |  |                           |  |  |                           |  |
|                                               | 12. Cristiano III del Palatinato-Zweibrücken | 25. Caterina Agata di Rappoltstein                     |                                                     |  |  |       |  |  |                           |  |  |                           |  |
| 6. Federico Michele di Zweibrücken-Birkenfeld | 12. Cristiano III del Palatinato-Zweibrücken |                                                        |                                                     |  |  |       |  |  |                           |  |  |                           |  |
|                                               |                                              | 13. Carolina di Nassau-Saarbrücken                     | 26. Luigi Crato di Nassau-Saarbrücken               |  |  |       |  |  |                           |  |  |                           |  |
|                                               |                                              | 13. Carolina di Nassau-Saarbrücken                     | 26. Luigi Crato di Nassau-Saarbrücken               |  |  |       |  |  |                           |  |  |                           |  |
|                                               |                                              | 13. Carolina di Nassau-Saarbrücken                     | 27. Filippina Enrichetta di Hohenlohe-Langenburg    |  |  |       |  |  |                           |  |  |                           |  |
| 3. Amalia di Zweibrücken-Birkenfeld           |                                              | 13. Carolina di Nassau-Saarbrücken                     |                                                     |  |  |       |  |  |                           |  |  |                           |  |
|                                               |                                              | 14. Giuseppe Carlo del Palatinato-Sulzbach             | 28. Teodoro Eustachio del Palatinato-Sulzbach       |  |  |       |  |  |                           |  |  |                           |  |
|                                               |                                              | 14. Giuseppe Carlo del Palatinato-Sulzbach             | 28. Teodoro Eustachio del Palatinato-Sulzbach       |  |  |       |  |  |                           |  |  |                           |  |
|                                               |                                              | 14. Giuseppe Carlo del Palatinato-Sulzbach             | 29. Maria Eleonora d'Assia-Rotenburg                |  |  |       |  |  |                           |  |  |                           |  |
| 7. Maria Francesca del Palatinato-Sulzbach    |                                              | 14. Giuseppe Carlo del Palatinato-Sulzbach             |                                                     |  |  |       |  |  |                           |  |  |                           |  |
|                                               |                                              | 15. Elisabetta Augusta Sofia del Palatinato-Neuburg    | 30. Carlo III Filippo del Palatinato                |  |  |       |  |  |                           |  |  |                           |  |
|                                               |                                              | 15. Elisabetta Augusta Sofia del Palatinato-Neuburg    | 30. Carlo III Filippo del Palatinato                |  |  |       |  |  |                           |  |  |                           |  |
|                                               |                                              | 15. Elisabetta Augusta Sofia del Palatinato-Neuburg    | 31. Ludovica Carolina Radziwiłł                     |  |  |       |  |  |                           |  |  |                           |  |
|                                               |                                              | 15. Elisabetta Augusta Sofia del Palatinato-Neuburg    |                                                     |  |  |       |  |  |                           |  |  |                           |  |